# یکسوساز

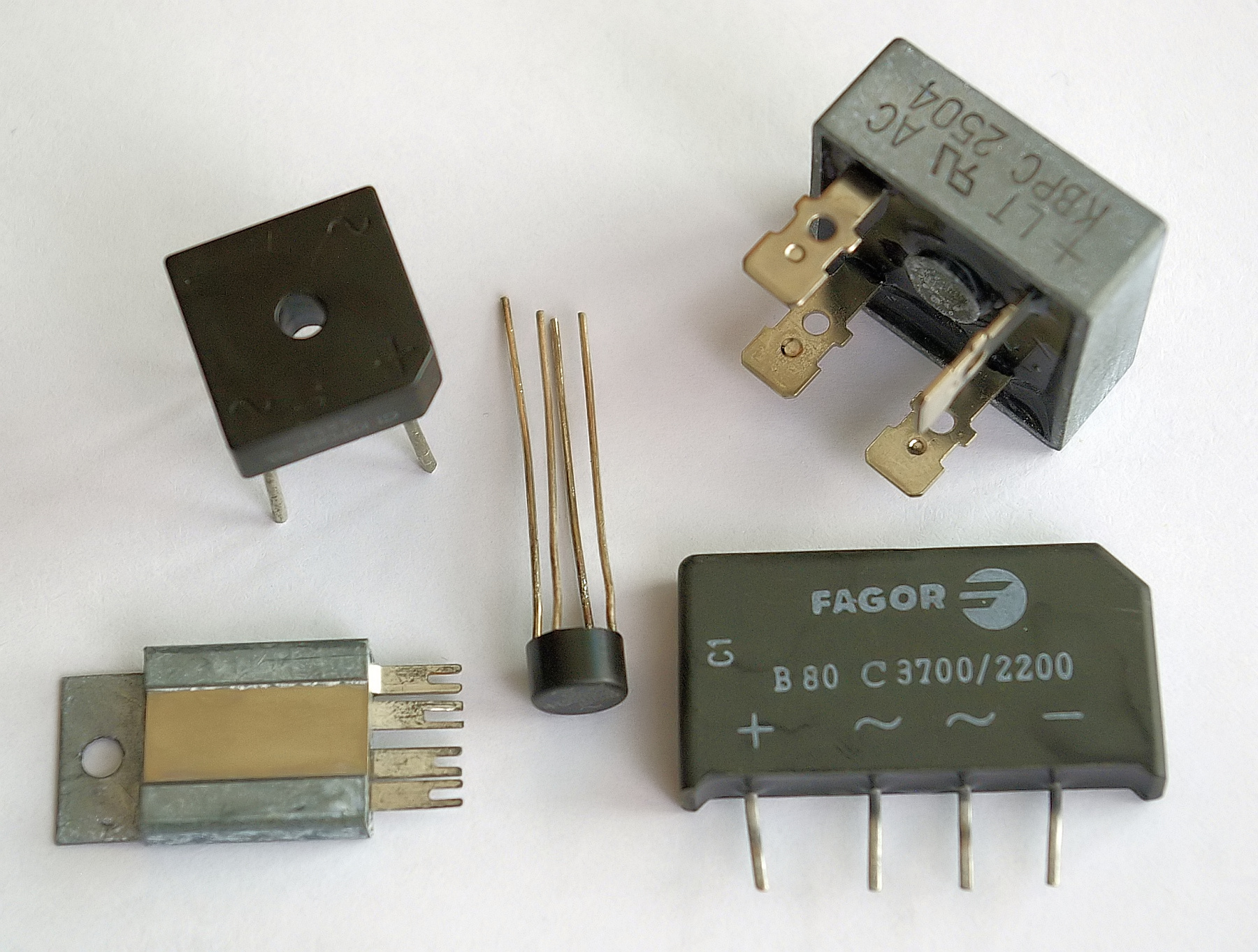
انواع یکسوساز

یکسوساز، یکسوکننده یا رِکتیفایِر (به انگلیسی: Rectifier) وسیله‌ای است که جریان متناوب را به جریان مستقیم تبدیل می‌کند.
یکسوساز، یک مدار است که معمولاً در آن، چهار دیود (پل دیودی) به‌کار رفته است. دیود، جریان را تنها در یک سو عبور می‌دهد. در یکسوسازهای پیش‌رفته، گاهی به جای دیود از تریستور، ماس‌فت، یا آی‌جی‌بی‌تی استفاده می‌شود.
یکسوساز تک‌فاز، بسته به کاربرد و اهمیت، معمولاً شامل یک، دو یا چهار نیم‌رسانای یکسوساز غیرقابل‌کنترل مانند دیود، یا یکسوساز قابل‌کنترل مانند تریستور است.
برای کاهش تَمَوُج (به انگلیسی: Ripple) یا نوسانات ناخواسته ولتاژ خروجی مدار، یک خازن موازی و برای کاهش نوسانات جریان خروجی، یک سلف سری به مدار اضافه می‌شود.
استفاده از یکسوسازهای سه‌فاز یکی از راه‌های کاهش ریپل خروجی است. با اضافه شدن تعداد فاز، تعداد یکسوکننده‌های نیم‌رسانای مدار هم اضافه خواهد شد.
در یکسوسازهای قابل‌کنترل پیشرفته، از مدار مجتمع (آی‌سی) استفاده می‌شود.
یکسوسازهای جدید، به روش سوئیچینگ کار می‌کنند؛ ابتدا با تبدیل ولتاژ متناوب ورودی به ولتاژ مستقیم تنظیم‌نشده با یکسوساز دیودی ساده، و سپس کلیدزنی (سوئیچینگ) این ولتاژ به روش پی‌دبلیواِم و فیلتر کردن آن، به ولتاژ مستقیم تنظیم‌شده (به انگلیسی: Regulated) موردنظر می‌رسند.
یکسوسازها کاربرد فراوان دارند؛ مثلاً به عنوان اجزای منبع تغذیه جریان مستقیم و سیستم‌های انتقال جریان مستقیم با ولتاژ بالا استفاده می‌شوند.

## انواع یکسوساز

### یکسوساز نیم‌موج
در یکسوساز نیم موج نیم سیکل از امواج ورودی عبور می‌کند و نیم سیکل دیگر، کامل حذف می‌شود. به عبارت دیگر، وقتی ولتاژ ورودی بزرگتر از صفر است جریان از دیود عبور می‌کند و در خروجی ظاهر می‌شود و وقتی کوچکتر از صفر می‌شود، جریان از دیود عبور نمی‌کند.
{\displaystyle V_{dc}={\frac {V_{peak}}{\pi }}}
در اینجا:

یکسوسازی نیم‌موج

Vdc یا Vav - ولتاژ خروجی DC یا متوسط،
Vpeak، مقدار قله ولتاژهای ورودی فاز،

Vrms، ریشه میانگین مربع (RMS) مقدار ولتاژ خروجی.

### یکسوساز تمام‌موج
در یکسوساز تمام‌موج هیچ‌کدام از سیکل‌های ورودی حذف نمی‌شوند و از راه پل دیود هر دو نیم‌سیکل (به انگلیسی: Cycle) یکسو می‌شوند. به عبارتی دیگر با تغییر قطب ورودی، قطب خروجی تغییر نمی‌کند.

یکسوسازی تمام‌موج با ترانسفورماتور سروسط و دو دیود.

یکسوساز پل گریتز: یکسوساز تمام-موج با استفاده از چهار دیود.

{\displaystyle V_{dc}={\frac {2V_{peak}}{\pi }}}

## قطعات یکسوساز
قبل از توسعه یکسوسازهای نیم‌رسانای سیلیکونی، از دیود‌های ترمویونیک لامپ خلاء و پشته‌های یکسوساز فلزی مبتنی بر اکسید مس یا سلنیوم استفاده می‌شد. با معرفی الکترونیک نیم‌رسانا، یکسوسازهای لامپی کنار گذاشته‌شدند.
در یکسوسازهای ساده، از دیود استفاده می‌شود. در کاربردهایی که بیش از یکسوسازی ساده لازم است، مثلاً ولتاژ خروجی متغیر، از نیمه‌رساناهای سه‌پایه مانند تریستور یا ماس‌فت، که قابل کنترل هستند، استفاده می‌شود.
یکسوسازهای پرقدرت، مانند آنهایی که در انتقال برق جریان مستقیم با ولتاژ بالا (HVDC) استفاده می‌شوند، از قطعات نیم‌رسانای سیلیکونی، مانندتریستورها یا سایر سوییچ‌های کنترل‌شونده حالت جامد، استفاده می‌شود.

## مدارهای یکسوساز
یکسوساز ممکن است تک فاز یا چند فاز باشد. یکسوسازهای کم‌توان برای کاربردهای خانگی تک فاز هستند. از یکسوسازی سه فاز در کاربردهای صنعتی و برای انتقال قدرت به روش HVDC استفاده می‌شود.

## نسبت تبدیل
نسبت تبدیل (همچنین "نسبت یکسوسازی" یا نسبت دگرش نامیده می‌شود، و به‌طور گیج‌کننده، "بازدهی") η به عنوان نسبت توان خروجی DC به توان ورودی از منبع AC تعریف می‌شود. حتی با یکسوسازهای ایده‌آل، این نسبت کمتر از ۱۰۰٪ است، زیرا بخشی از توان خروجی به جای جریان مستقیم، توان متناوب است که به صورت تموجهایی که روی شکل موج DC قرار می‌گیرند، ظاهر می‌شود.
برای یکسوسازهای نیم-موج این نسبت بسیار کم است.
{\displaystyle P_{\mathrm {AC} }={V_{\mathrm {peak} } \over 2}\cdot {I_{\mathrm {peak} } \over 2}}
{\displaystyle P_{\mathrm {DC} }={V_{\mathrm {peak} } \over \pi }\cdot {I_{\mathrm {peak} } \over \pi }}
بنابراین حداکثر نسبت تبدیل برای یکسوساز نیم-موج است،
{\displaystyle \eta ={P_{\mathrm {DC} } \over P_{\mathrm {AC} }}\approx 40.5\%}
به‌طور مشابه، برای یکسوساز تمام-موج،
{\displaystyle P_{\mathrm {AC} }={V_{\mathrm {peak} } \over {\sqrt {2}}}\cdot {I_{\mathrm {peak} } \over {\sqrt {2}}}}
{\displaystyle P_{\mathrm {DC} }={2\cdot V_{\mathrm {peak} } \over \pi }\cdot {2\cdot I_{\mathrm {peak} } \over \pi }}
{\displaystyle \eta ={P_{\mathrm {DC} } \over P_{\mathrm {AC} }}\approx 81.0\%}